# Čang Jüan
Čang Jüan (čínsky 张元, pinyin: Zhāng Yuán; narozený 1963) je čínský filmový režisér, jeden z představitelů 6. generace čínských filmařů. Bývá označován za pionýra nezávislých čínských tvůrců 90. let.
V západním světě se proslavil filmem Parchanti z Pekingu (北京杂种, 1993), vyprávějícím příběh rockového muzikanta a jeho nechtěně těhotné přítelkyně. Takové téma bylo pro čínský režim tabu a Čang Jüan musel posléze čelit omezením v tvorbě. Přesto se dál věnoval provokativním tématům. Jeho snímek Východní palác, Západní palác (东宫西宫, 1996) je portrétem gaykultury v Pekingu.